# Guido Sorelli
Guido Sorelli (Firenze, 17 agosto 1796 – Londra, 28 giugno 1847) è stato uno scrittore e poeta italiano.

## Biografia
I primi anni di scuola li frequenta presso il convento degli Scolopi di Firenze. Eccelle nella letteratura e nella poesia e vince un concorso come borsista per studiare giurisprudenza presso il "Collegio della Sapienza" di Pisa (oggi Scuola Normale Superiore di Pisa), "l'Università di Napoleone" ritornata sotto la giurisdizione del Granducato. Non riconosce, però, in questo la sua vocazione. Si ritira dall'università profittando di una concessione dovuta al cambiamento di regime da quello napoleonico a quello toscano e, tornato a Firenze, intraprende la carriera di professore di lingue, a lui congeniale.
Quando l'arrivo a Firenze del banchiere svizzero Orelli cerca un professore di lingua italiana da impiegare a Zurigo, Sorelli coglie quest'occasione e viene accettato come valido candidato. A Zurigo risiede nella casa di un ricco borghese e gli viene subito affidata una classe di studenti e guadagna bene. Quando gli viene proposto poi aiuto nella traduzione tedesca di sonetti del Petrarca, scopre in quest'autore la propria vocazione poetica.
È durante questo periodo che ha una disavventura (pare solo "platonica") con la moglie di un banchiere di Zurigo, certo Pestalozzi, che è nel numero delle sue allieve. Se ne invaghisce e comincia a frequentarla con il pretesto delle lezioni di letteratura. La considera la sua "Laura". I suoi sentimenti gli sono, con sua grande sorpresa, ricambiati. Questa, però, è pure invaghita di Ugo Foscolo (in quel tempo in esilio in Svizzera). Fra questi ultimi nasce così una forte rivalità.
Pietro Gori, in "Biografia di Ugo Foscolo" scrive: 
Il Foscolo, per vendicarsi, pare abbia denunciato al marito della donna la tresca di sua moglie con il Sorelli.
Ricevendo notizia che il padre, Gaetano Sorelli, è stato messo in carcere per debiti, Guido gli mette a disposizione, per soccorrerlo, i risparmi guadagnati con il suo ben retribuito lavoro. Più tardi decide di ritornare a Firenze, sollecitato dalla sorella Cleofe che ritiene utile la sua presenza per sostenere la famiglia. La cosa provvidenzialmente lo libera dalla situazione imbarazzante e pericolosa in cui si era messo a Zurigo.
È a Firenze che conosce esponenti della Carboneria, appassionandosi alle loro idee ed aspirazioni patriottiche. Per questo suscita il sospetto e l'attenzione delle autorità costituite, che vorrebbero soffocare il movimento denunciandone i sostenitori. Riesce ad evitare i guai in cui già erano incorsi altri suoi colleghi decidendo volontariamente di espatriare. L'occasione gli è porta quando a Firenze che conosce un capitano inglese che gli prospetterà ciò che diventerà una nuova fase della sua vita: una carriera di docente nelle università inglesi.
Dopo un breve ritorno a Firenze, così, nel giugno del 1821, Guido Sorelli raggiunge Londra dove, con eminenti raccomandazioni, gli viene offerta una cattedra di professore di Belle Lettere. Si impegna così in un'intensa attività letteraria componendo e pubblicando poesie, canzoni, melodrammi ecc. Affronta con successo la traduzione italiana del Paradiso perduto di John Milton (1608-1674), assorbendone le idee.
Il 7 giugno 1835 si converte alla fede evangelica dopo aver udito le predicazioni dell'anglicano Rev. Sanderson Robins (1801-1862), ministro della  Christ Chapel (più tardi Emmanuel Church), Maida Hill, St. Marylebone dal 1834 al 1841. Già da tempo, però, stava leggendo ed era stato messo in crisi dalla lettura della Bibbia alla quale era stato introdotto dagli aristocratici inglesi, suoi amici e sostenitori i quali, cristiani evangelici desideravano allontanarlo dal Cattolicesimo. Non risulta che frequenti comunità di lingua italiana, pure presenti a Londra in quel periodo. Conosce, però, e collabora all'Eco di Savonarola, rivista evangelica italiana pubblicata a Londra.

Al riguardo di questa esperienza, scrive nell'Eco di Savonarola: 
 Dedica a Silvio Pellico (1789-1854), da cui si sente ispirato, benché non conosca personalmente, le sue Confessioni autobiografiche che sembrano far eco, nello stile, alle Confessioni di Agostino. Dopo aver delineato la sua infanzia e gioventù, soggetto ad una disciplina estremamente severa, percorre le sue esperienze fino alla sua conversione alla fede evangelica di cui dà ampie ragioni delineando le differenze fra essa ed il Cattolicesimo. I commentatori dell'epoca insinuano come l'aver dedicato quest'opera al Pellico non sia che un pretesto per dare maggiore evidenza all'opera.

Lo stesso Silvio Pellico dichiarerà pubblicamente con una "onorevole dichiarazione: 
 Muore a Londra all'età di 51 anni il 28 giugno 1847, Church Place, Piccadilly.

L'Eco di Savonarola scrive di lui: 

## Opere
- Guido Sorelli, Saffo, tragedia in cinque atti... Versione italiana di G. Sorelli, by Franz Grillparzer, Lodovico Ariosto, and Guido Sorelli (1819).
- Guido Sorelli, Torquato Tasso... Versione Italiana, by Johann Wolfgang von Goethe and Guido Sorelli (1820).
- Guido Sorelli, Poesie di Girolamo Savonarola (A. cecchi, 1823).
- Guido Sorelli, traduttore, Il Paradiso Perduto...di John Milton, (1827), seconda edizione.
- Guido Sorelli, Racconti istorici messi in lingua italiana ad uso dei giovani studiosi della medesima ecc. (Londra, Dulau, 1829). Versione scannerizzata.
- Guido Sorelli, Pensieri e poesie (1833).
- Opere scelte dell'abate Pietro Metastasio... corredate di poche spiegazioni e note grammaticali... da R. Zotti. Quarta edizione rivista da G. Sorelli e Romualdo Zotti (1833).
- Guido Sorelli, La Peste. Poema... The English version by Miss Pardoe.and Julia S. H. Pardoe (1834).
- Guido Sorelli, My Confessions to Silvio Pellico. The Autobiography of G. Sorelli by Guido Sorelli (1836), Versione scannerizzata.
- Guido Sorelli, Le mie confessioni (1836).
- Guido Sorelli, The Lord's prayer set to music by G. Sorelli arranged by C. Solomon (1838).
- Guido Sorelli, Isabella degli Aldobrandi. Tragedia in five acts and in verse, ecc. by Guido Sorelli (1838)
- Guido Sorelli, The Nun of Florence, melo-drama (1840).